# Municipio de Benton (condado de Elkhart)
El municipio de Benton (en inglés: Benton Township) es un municipio ubicado en el condado de Elkhart en el estado estadounidense de Indiana. En el año 2010 tenía una población de 2963 habitantes y una densidad poblacional de 31,87 personas por km².

## Geografía
El municipio de Benton se encuentra ubicado en las coordenadas 41°28′36″N 85°42′55″O / 41.47667, -85.71528. Según la Oficina del Censo de los Estados Unidos, el municipio tiene una superficie total de 92.97 km², de la cual 92,82 km² corresponden a tierra firme y (0,17 %) 0,16 km² es agua.

## Demografía
Según el censo de 2010, había 2963 personas residiendo en el municipio de Benton. La densidad de población era de 31,87 hab./km². De los 2963 habitantes, el municipio de Benton estaba compuesto por el 97,2 % blancos, el 0,24 % eran afroamericanos, el 0,24 % eran amerindios, el 0,07 % eran asiáticos, el 1,59 % eran de otras razas y el 0,67 % eran de una mezcla de razas. Del total de la población el 2,63 % eran hispanos o latinos de cualquier raza.